# しまゆき (練習艦)
しまゆき（ローマ字：JS Simayuki, TV-3513、DD-133）は、海上自衛隊の練習艦。はつゆき型護衛艦の12番艦。1999年に艦種変更され、しまゆき型練習艦の1番艦となった。艦名は「島に降る雪」即ち「島雪」に由来する。なお、艦艇名としては旧海軍通して初の命名である。

## 艦歴
「しまゆき」は、中期業務見積りに基づく昭和57年度計画3,000トン護衛艦2221号艦として、三菱重工業長崎造船所で1984年5月8日に起工され、1986年1月29日に進水、1987年2月17日に就役し、第3護衛隊群に直轄艦として編入され佐世保に配備された。
同年2月20日、第3護衛隊群隷下に第45護衛隊が新編され、同日付で就役した「あさゆき」とともに編入された。
1988年、遠洋練習航海に参加。
1990年、環太平洋合同演習 (RIMPAC) に参加。
1992年、練習艦「かとり」、護衛艦「しらゆき」とともに遠洋練習航海に参加。6月3日に横須賀基地出港後、太平洋各地に寄港し、11月15日に横須賀基地に帰港。
1997年3月24日、隊番号の改正により第45護衛隊が第7護衛隊に改称。
1998年3月20日、第2護衛隊群第2護衛隊に編入。
1999年2月に日立造船因島工場において練習艦への種別変更のため、ヘリコプター格納庫内に実習用講堂を設置する等の工事が施された。
同年3月18日、練習艦に種別変更され、艦籍番号がTV-3513に変更、練習艦隊第1練習隊に編入され、定係港が呉に転籍。
2002年、2007年、2009年、2012年、遠洋練習航海に参加。
2013年3月22日、練習艦としては海上自衛隊初となる女性艦長が練習艦「せとゆき」と同じく着任。
同年6月11日20時50分ごろ、佐世保基地に向け航行中に関門海峡（下関市六連島沖）で対向してきたパナマ船籍の自動車運搬船「AUTO BANNER」（2万6,651トン）に接近して衝突の危険があったと報道された。
2014年9月25日、運輸安全委員会（海事部会）は2013年6月11日に発生した異状近接事案を船舶インシデント（安全阻害）とし、調査報告書を発表した。同調査報告書では、行き会う際「しまゆき」が左転して航路の左側へ航行し、「AUTO BANNER」の前に進出する態勢となって港則法の定めと異なる航行を行ったことが主因としている。
2021年3月19日、まや型護衛艦「はぐろ」の就役により、はたかぜ型護衛艦「しまかぜ」が練習艦に種別変更され、本艦は除籍。就役期間中、地球約37周相当の距離を航海した。
2023年12月1日、呉港務隊のえい船により洋上までえい航し、解体業者に引き渡された。これにより、はつゆき型護衛艦はすべて解体となる。

### 歴代艦長
| 代 | 氏名       | 在任期間               | 出身校・期          | 前職                             | 後職                                    | 備考                 |
| -- | ---------- | ---------------------- | ------------------- | -------------------------------- | --------------------------------------- | -------------------- |
| 01 | 長坂正俊   | 1987.2.17 - 1988.3.15  | 防大9期             | しまゆき艤装員長                 | 誘導武器教育訓練隊 教育部長 兼 学生隊長 |                      |
| 02 | 山村洋行   | 1988.3.16 - 1989.8.22  | 防大13期            | ちとせ艦長                       | 大湊地方総監部防衛部 第3幕僚室長        |                      |
| 03 | 西 昇      | 1989.8.23 - 1991.3.29  | 防大14期            | 海上幕僚監部防衛部通信課         | 海上幕僚監部人事教育部 教育課教範班長   |                      |
| 04 | 佐治正憲   | 1991.3.30 - 1992.12.20 | 防大15期            | むらくも艦長                     | 海上幕僚監部人事教育部 教育課教材班長   |                      |
| 05 | 久保木一郎 | 1992.12.21 - 1994.8.9  | 防大15期            | とかち艦長                       | 横須賀戦術訓練装置運用隊                |                      |
| 06 | 宮﨑行隆   | 1994.8.10 - 1996.3.21  | 防大20期            | 第1ミサイル艇隊司令              | 第3海上訓練指導隊砲術科長               |                      |
| 07 | 山縣克幸   | 1996.3.22 - 1998.3.22  | 防大20期            | あおくも艦長                     | 海上自衛隊幹部学校付                    |                      |
| 08 | 高橋孝途   | 1998.3.23 - 1999.8.5   | 防大26期            | 海上幕僚監部防衛部防衛課         | 護衛艦隊司令部幕僚                      |                      |
| 09 | 鈴木秀文   | 1999.8.6 - 2000.8.1    | 防大25期            | あまぎり船務長 兼 副長           | 海上自衛隊幹部学校付                    |                      |
| 10 | 奥 廣      | 2000.8.2 - 2002.1.14   |                     | よしの艦長                       | 第3海上訓練指導隊                       |                      |
| 11 | 横田文夫   | 2002.1.15 - 2003.3.11  | 大阪外大・ 33期幹候 | さわゆき艦長                     | 海上自衛隊幹部学校付                    |                      |
| 12 | 立川浩二   | 2003.3.12 - 2004.3.24  | 防大28期            | 自衛艦隊司令部幕僚               | 防衛大学校訓練部首席指導教官            |                      |
| 13 | 伊保貴史   | 2004.3.25 - 2005.8.4   | 防大25期            | いしかり艦長                     |                                         | 就任時3等海佐        |
| 14 | 佐藤恭弘   | 2005.8.5 - 2006.7.23   | 防大31期            | はるな砲雷長                     | 指揮通信開発隊副長                      |                      |
| 15 | 山脇 修    | 2006.7.24 - 2007.9.30  | 防大29期            | 海上自衛隊幹部学校付             | 艦艇開発隊艦艇第2科長                   |                      |
| 16 | 佐藤健智   | 2007.10.1 - 2008.12.15 | 中央大・ 39期幹候   | かしま副長                       | 海上自衛隊第1術科学校教務課長           |                      |
| 17 | 長谷部勇一 | 2008.12.16 - 2010.1.31 |                     | 舞鶴海上訓練指導隊砲雷科長       |                                         |                      |
| 18 | 上田裕司   | 2010.2.1 - 2011.3.24   |                     | 誘導武器教育訓練隊訓練科長       | 護衛艦隊司令部幕僚                      |                      |
| 19 | 吉田久哉   | 2011.3.25 - 2012.1.10  | 防大37期            | くらま副長                       | 海上自衛隊第1術科学校付                 | 2012.1.1 1等海佐昇任 |
| 20 | 柳原 誠    | 2012.1.11 - 2013.3.21  | 防大36期            | 自衛艦隊司令部幕僚               | 海上自衛隊幹部学校付                    | 2013.1.1 1等海佐昇任 |
| 21 | 大谷三穂   | 2013.3.22 - 2014.3.23  | 防大40期 （女子1期) | あさぎり副長                     | 電子情報支援隊研究指導科長              |                      |
| 22 | 小圷誠一   | 2014.3.24 - 2016.3.17  | 防大39期            | ひゅうが船務長                   | 海上自衛隊幹部候補生学校                |                      |
| 23 | 古川健一   | 2016.3.18 - 2016.11.13 |                     | 海上自衛隊第1術科学校教官        |                                         |                      |
| 24 | 今若充啓   | 2016.11.14 - 2018.7.31 |                     | 呉海上訓練指導隊砲雷科長         | 呉地方総監部管理部                      |                      |
| 25 | 齋藤岳彦   | 2018.8.1 - 2019.7.31   |                     | ときわ副長                       | しまかぜ艦長                            |                      |
| 26 | 山口 梓    | 2019.8.1 - 2021.3.18   | 防大46期            | 海上自衛隊幹部候補生学校主任教官 | くろべ艦長                              |                      |

## ギャラリー

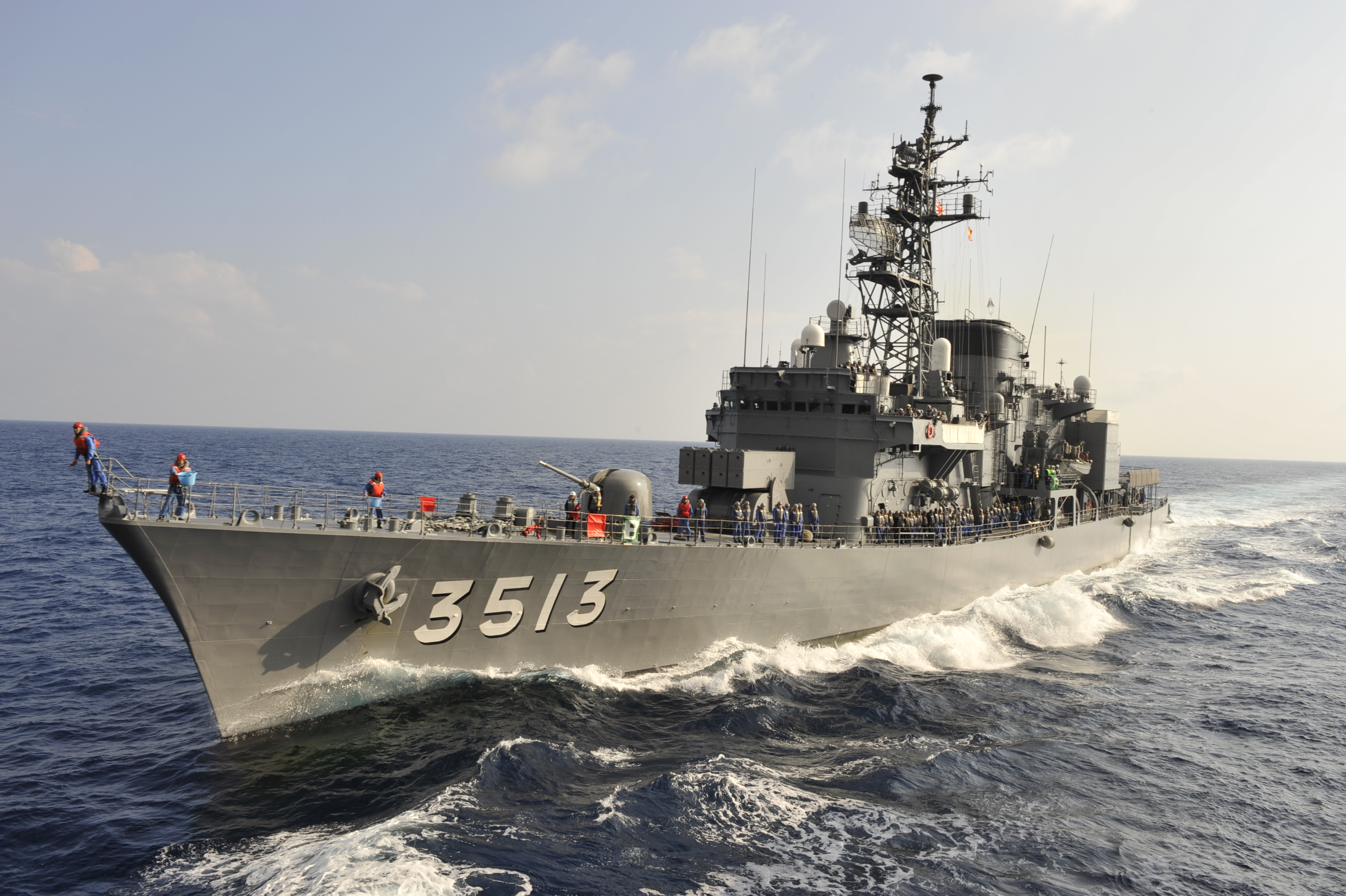
近接運動実施中の「しまゆき」
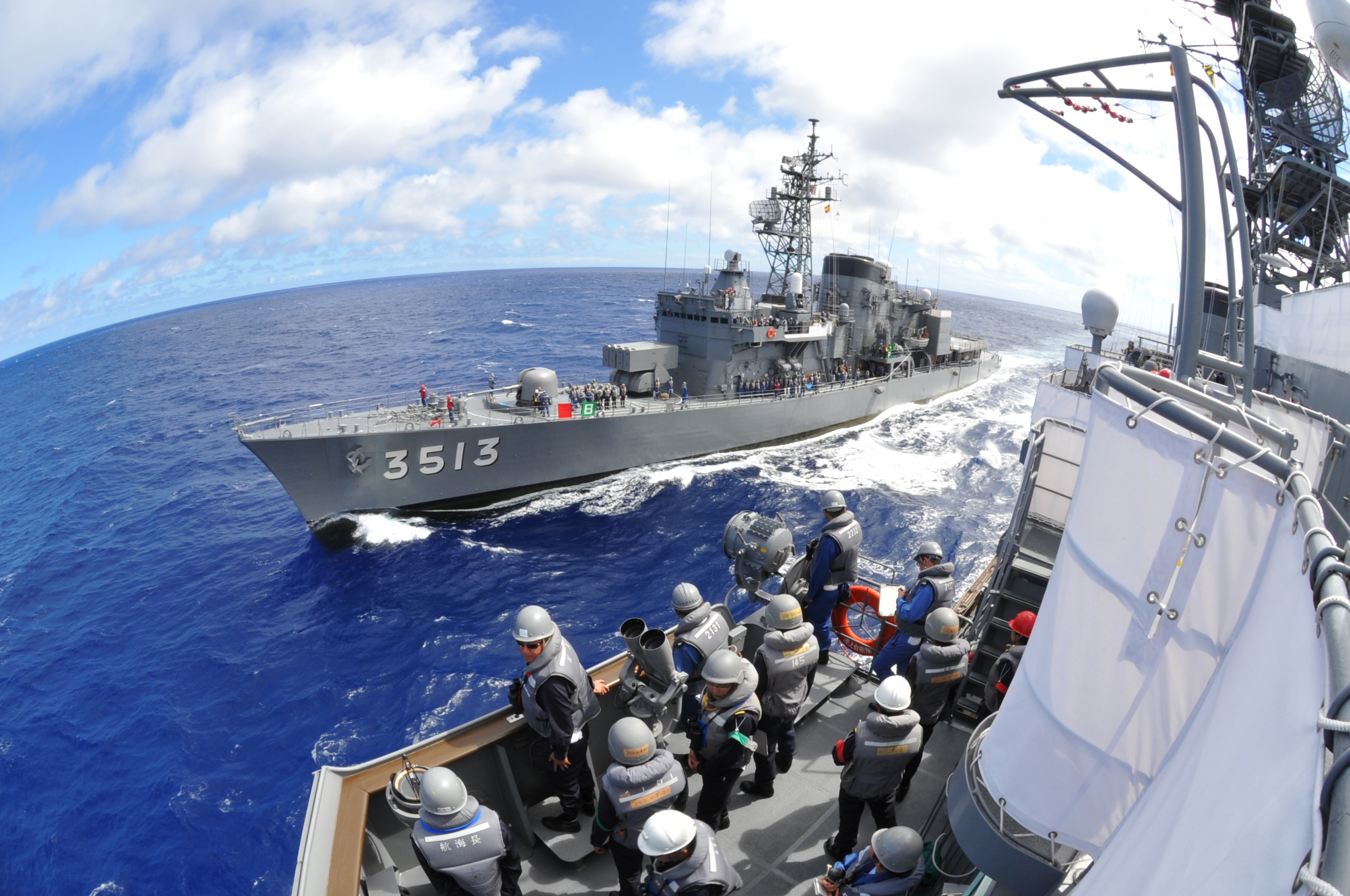
ハイライン訓練のため練習艦「かしま」に近接する「しまゆき」
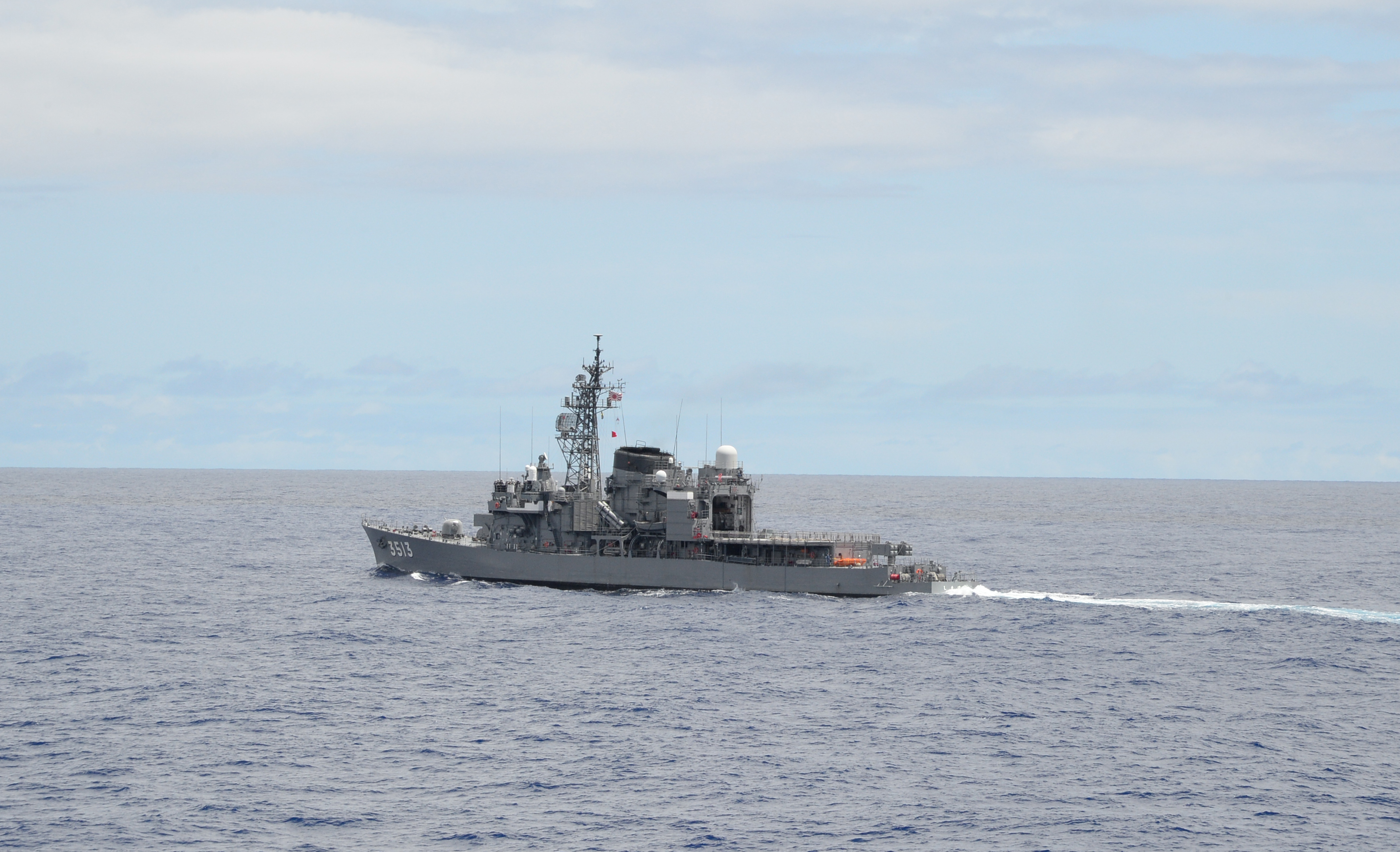
航行中の「しまゆき」
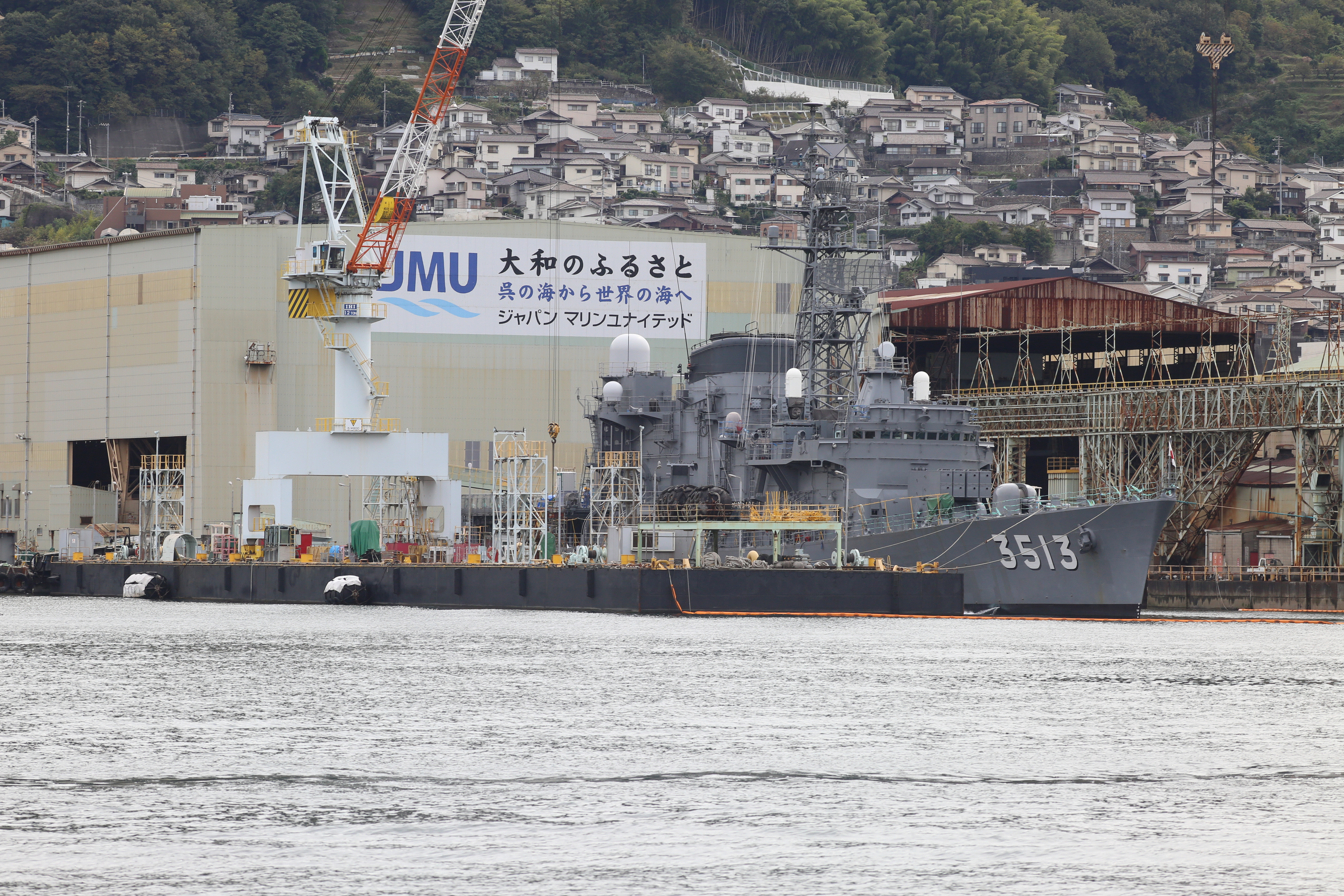
ジャパン マリンユナイテッド呉工場で修理中の「しまゆき」
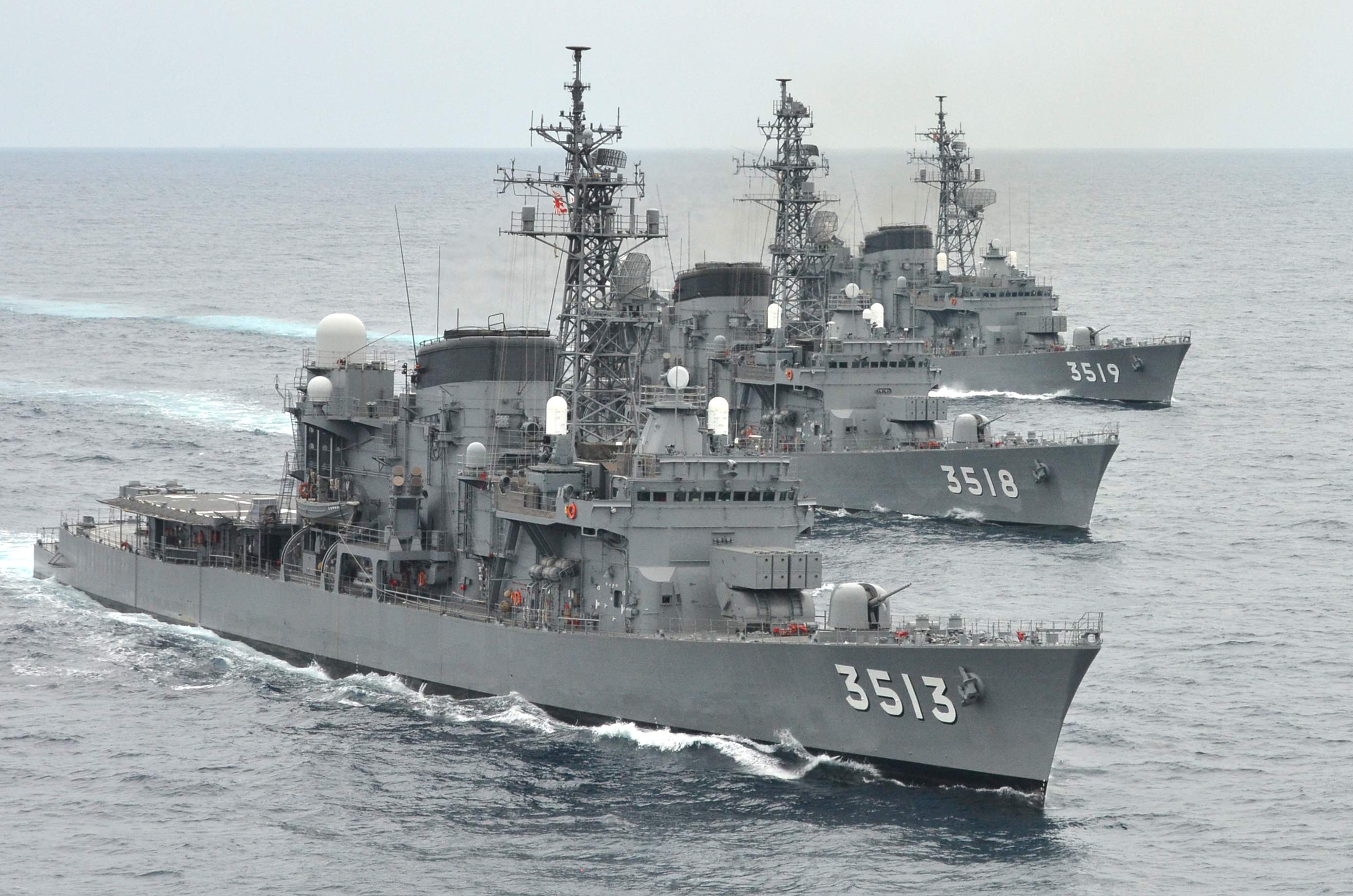
第1練習隊の3艦
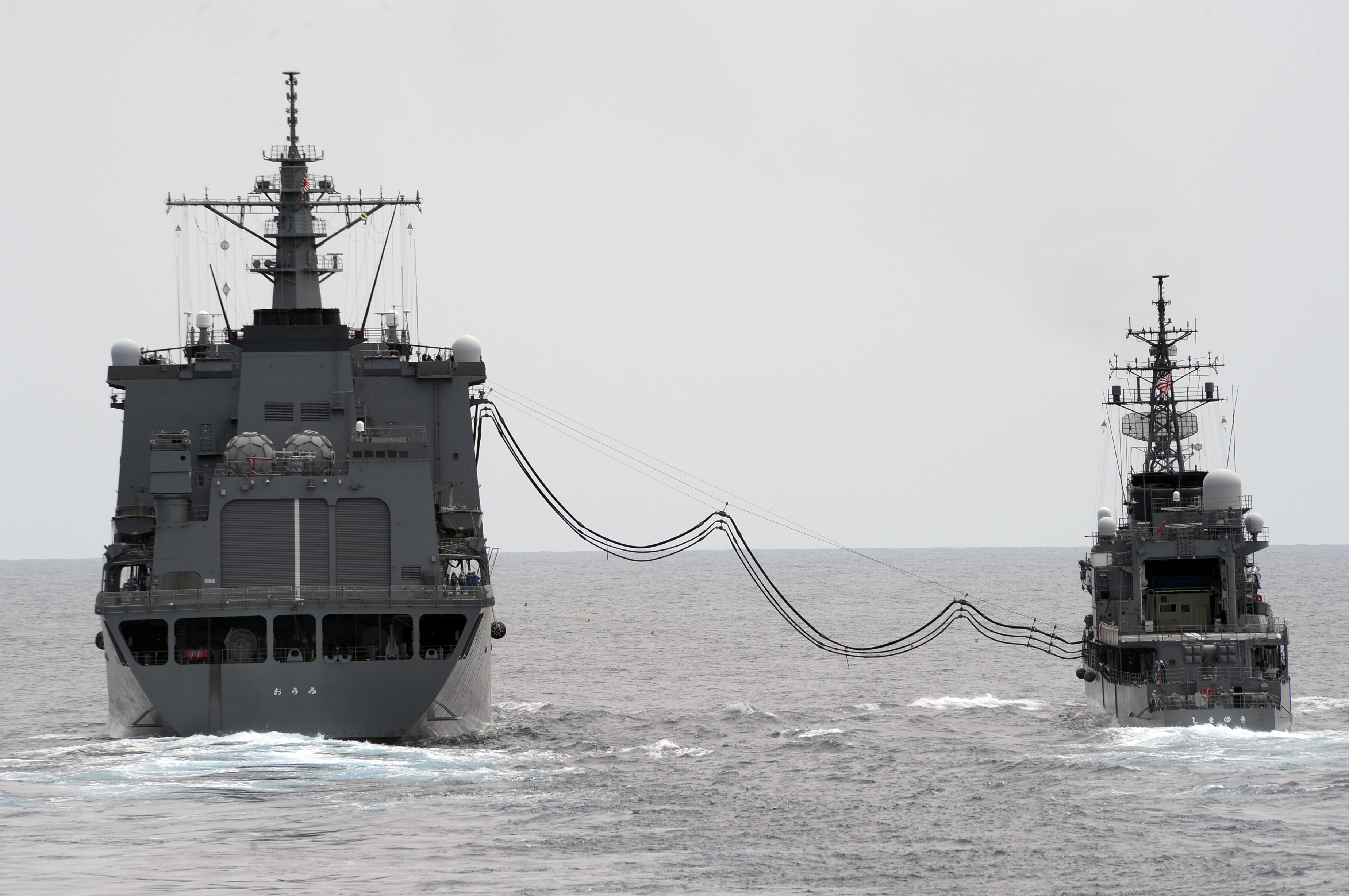
補給艦「おうみ」から洋上補給を受けている「しまゆき」